# Pontonema ardens
Pontonema ardens är en rundmaskart som beskrevs av Gerlach 1957. Pontonema ardens ingår i släktet Pontonema och familjen Oncholaimidae. Inga underarter finns listade i Catalogue of Life.